# Kejsarhistorier

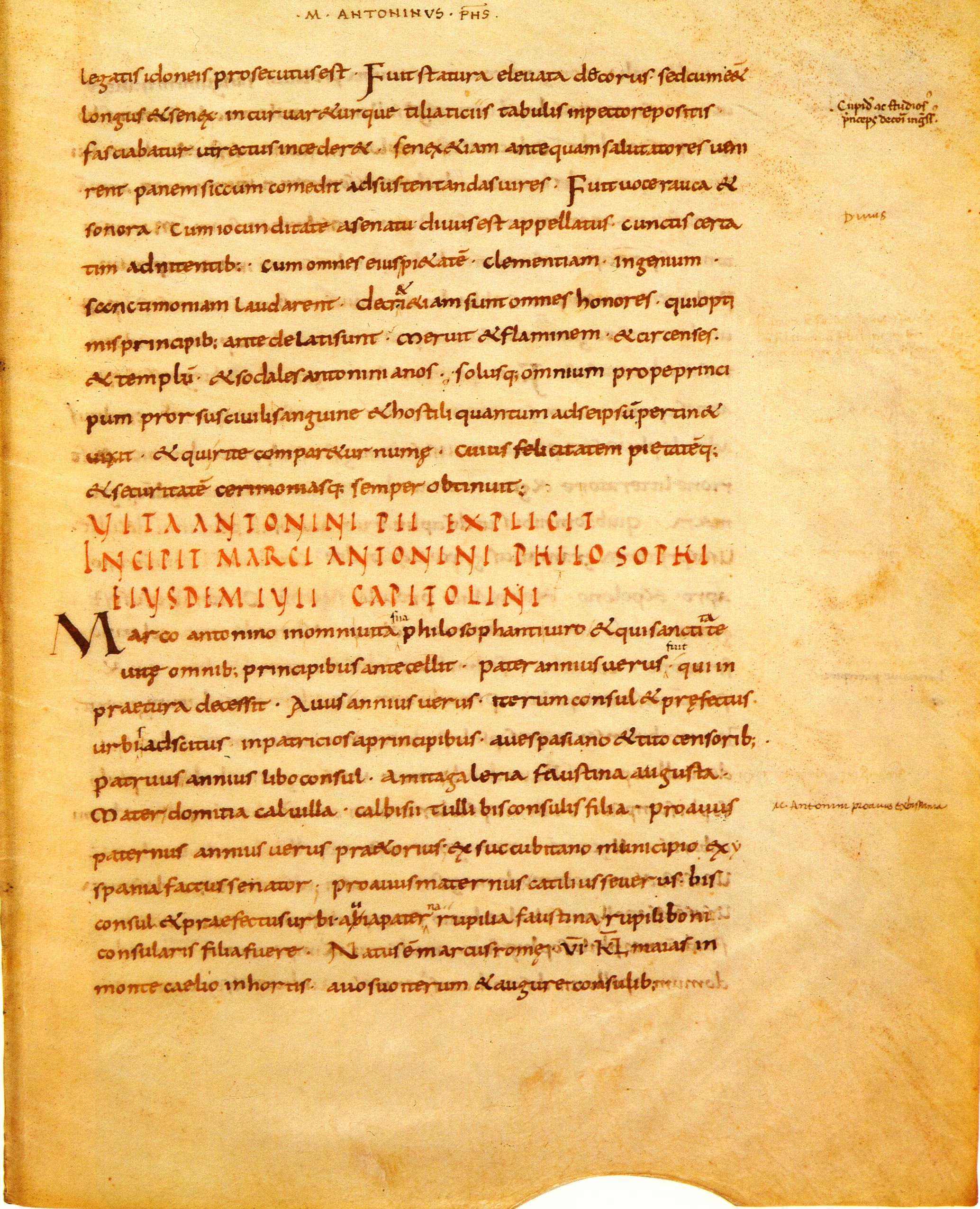
Sida ur den tidigaste bevarade handskriften av Historia Augusta, som innehåller slutet på biografin om 'Antoninus Pius och början på Marcus Aurelius

Historia Augusta, på svenska kallat Kejsarhistorier, är ett senantikt romerskt historieverk av okänd(a) författare. Det avhandlar Roms kejsare och personer omkring dem från år 117 till 285, i 30 biografier från Hadrianus till Carinus och Numerianus. Biografierna för åren 244–259 saknas och några av de övriga är ofullständiga. Verkets tillkomsttid är oklart; det utger sig för att vara från slutet av 200-talet och början av 300-talet (första delen är dedikerad till Diocletianus och andra delen till Konstantin) men verkar använda källor och referera till händelser från slutet av 300-talet (vilket fått forskare att föreslå en tillkomsttid under Julianus Apostata, Theodosius eller Honorius). Dessutom anges sex olika personer som författare till biografierna, men likheten i stil och ordval mellan dem har lett till teorin att det är en skribent som använt flera pseudonymer, vilket först föreslogs 1889 av Hermann Dessau. Dess trovärdighet är i många fall kraftigt ifrågasatt och några av de personer som skildras betraktas allmänt vara påhittade; samma sak gäller de dokument som citeras. Biografierna är tidigast kända från källhänvisningar från 500-talet. Alla kända handskrifter härstammar från ett manuskript från 900-talet. Titeln på manuskriptet är Vitae diversorum principum et tyrannorum a divo Hadriano usque ad Numerianum diversis compositae. På 1600-talet fick det namnet Historia Augusta av filologen Isaac Casaubon och detta blev sedan det vedertagna namnet.
Trots sina stora trovärdighetsproblem är Kejsarhistorier den viktigaste historiekällan till delar av den tid den täcker. En svensk översättning av Ingemar Lagerström gavs ut 2005. Den franska författarinnan Marguerite Yourcenar använde biografin om Hadrianus som en av huvudkällorna till sin roman Hadrianus minnen från 1951.